# Stuart McCall
Stuart McCall (Leeds, 1964. június 10. –) skót válogatott labdarúgó, edző.
A skót válogatott tagjaként részt vett az 1990-es világbajnokságon, illetve az 1992-es és az 1996-os Európa-bajnokságon.

## Sikerei, díjai
Rangers FC
- Skót bajnok (6): 1991–92, 1992–93, 1993–94, 1994–95, 1995–96, 1996–97
- Skót kupa (3): 1991–92, 1992–93, 1995–96
- Skót ligakupa (2): 1992–93, 1993–94